# Arbeitssucht
Die so genannte Arbeitssucht oder auch suchthaftes Arbeiten (englisch Workaholism, von engl. work, dt. Arbeit und alcoholism, Alkoholismus) bezeichnet das Krankheitsbild eines „arbeitssüchtigen“, eines für sein (vermeintliches) Wohlbefinden, seine vordergründige Gesund- und Zufriedenheit oder seinen scheinbaren Erfolg von der Ausübung von Arbeit im medizinischen Sinne abhängigen Menschen.
„Arbeitssucht“ ist damit eine „stoffungebundene Sucht“, bei der eine zwanghafte Haltung zu Leistung und Arbeit entwickelt wird, mit allen von anderen Abhängigkeitserkrankungen bekannten medizinischen und psychischen Folgen und Folgeerkrankungen. Arbeitssüchtige leben mehr oder weniger ausschließlich für ihre Arbeit. Dabei stehen zumeist Qualität und Quantität, nicht jedoch Bedeutung oder Sinn der zu erledigenden Arbeiten im Vordergrund und es wird eine perfektionistische Grundhaltung umgesetzt.

## Merkmale
Der von Arbeitssucht Betroffene zeichnet sich in erster Linie durch zwanghaft überdurchschnittlichen Arbeitseinsatz, überhöhtes dysfunktionales Perfektionsstreben und inneres Getrieben-Sein aus, die mehr und mehr zu einem krankhaften Suchtverhalten führen. Eine aktuelle Studie der Hans-Böckler-Stiftung konnte zeigen, dass Arbeitssucht häufiger bei Menschen in Führungspositionen und selbständigen Tätigkeiten auftritt. Die Ursachen sind multifaktoriell. Einerseits persönlich, z. B. dass Selbstwertgefühl und Selbstvertrauen zu großen Teilen an die Arbeitsleistung gekoppelt sind, andererseits gesellschaftlich und technologisch geprägt durch die moderne Arbeitskultur. Wie bei jeder Suchtform muss meist die „Dosis“ langfristig immer weiter erhöht werden. Arbeiter und Angestellte mit festem Arbeitsvertrag (geregelte Bezahlung und Dienstzeiten) sind seltener betroffen. Jedoch konnte ein signifikanter Zusammenhang mit der Betriebsgröße nachgewiesen werden: kleinere Betriebe und Betriebe ohne Betriebsrat sind häufiger betroffen von suchthaftem Arbeiten. Insgesamt sollen in Deutschland ca. 10 % der Erwerbstätigen von suchthaftem Arbeiten betroffen sein.
Im täglichen Gebrauch verwendet man das Wort Workaholic oft für Menschen, die zwar viel arbeiten, aber noch weit davon entfernt sind, das Verhalten eines Süchtigen aufzuweisen. Richtige Workaholics sind krank und sollten möglichst frühzeitig (professionell oder in Selbsthilfegruppen) psychotherapeutisch behandelt werden. In Japan gibt es bereits 350 Behandlungszentren für Karōshi, der Vorbeugung durch Überarbeitung herbeigeführten Todes.
Das Phänomen der Hustle-Kultur, die ein gesundes Gleichgewicht zwischen Arbeit und Privatleben vernachlässigt, kann die Arbeitssucht noch verstärken.

## Stadien
Die Krankheit wird in vier Stadien eingeteilt:
1. Anfangsphase: Die Arbeit nimmt immer größere Teile des Lebens (und der Freizeit) in Anspruch. Heimliches Arbeiten beginnt. Auch in der noch verbleibenden Freizeit wird an die Arbeit gedacht. Private Interessen und Pflichten werden zunehmend vernachlässigt. Partner und Kinder kommen oftmals zu kurz.
2. Kritische Phase: Der übertriebene Arbeitseinsatz wird zu rechtfertigen versucht. Alle privaten Bereiche werden der Arbeit untergeordnet. Die Arbeit wird nicht mehr vollständig bewältigt und gehortet; erste Erschöpfungssymptome stellen sich ein.
3. Chronische Phase: Es werden immer mehr Aufgaben übernommen und Belastungen gesucht. Als Folge von Perfektionismus wird die ideale Person für die Bearbeitung stets in sich selbst gesehen. Das gesamte Privatleben hat keine Bedeutung mehr. Schwere Depressionen, Angstzustände und Herz-Kreislauf-Störungen können auftreten.
4. Endphase: Krankhafte Folgeerscheinungen treten auf. Es kommt zu einem massiven Knick in der Leistungsfähigkeit.

Arbeitssucht kann mit dem Tod enden. Die Todesursache der Erkrankten hat meist Überarbeitung als Risikofaktor; zum Beispiel Herzversagen, Herzinfarkt oder Schlaganfall. In Japan wird dieser Tod als Karōshi (jap. 過労死, Tod durch Überarbeiten) bezeichnet.

## Muster der Arbeitssucht
Das süchtige Arbeiten ist häufig von zwei scheinbar gegensätzlichen Mustern geprägt: Einmal das zwanghafte Arbeiten, zum anderen das Aufschieben oder Vermeiden von Arbeit.
Betroffene rechnen sich oft einem dieser beiden Typen zu, die in enger Verbindung stehen: Durch die pausenlose Arbeit gehen Prioritäten verloren. Pausenloses Arbeiten hat oft Perfektionismus in der Arbeit als Ursache. Aufgaben sollen möglichst perfekt erledigt werden und nehmen daher mehr Zeit ein. Durch den Drang nach Perfektion geht oft der Fokus für wichtige Aufgaben verloren. Selbst Aufgaben mit geringer Priorität nehmen einen großen Raum ein. Das Unerledigte wird immer mehr und muss aufgeschoben werden. Umgekehrt steigt der Druck durch viele vor sich her geschobene Aufgaben und verhindert Ruhe und Entspannung. Bei Arbeiten mit Projektcharakter sind extreme Gefühlshochs mit Beendigung des Projektes und anschließende starke Gefühlstiefs bis zum Start eines neuen Projektes typisch.

## Auswirkungen von Arbeitssucht
Die Flucht aus Unsicherheit, Partnerproblemen etc. in die Arbeit hat Folgen: Beziehungen flachen ab, werden gar zerstört. Körperliche Beschwerden können sich einstellen. Depressionen, Angstzustände, Suizid oder -versuche, Frühverrentung und vorzeitiger Tod sind bei Arbeitssüchtigen häufiger als im Durchschnitt anzutreffen. Arbeitssucht ist öfter verbunden mit Alkohol-, Tabletten- und Nikotinmissbrauch.
Mag der Betrieb die beginnende Sucht zunächst noch schätzen und fördern, so kommt es im späteren Stadium zu häufigen Störungen: Nichteinhaltung von Terminen, Fehlentscheidungen, erhöhte krankheitsbedingte Ausfälle sowie Leistungseinbußen, die durch Alkohol und Tabletten verschärft werden.
Wie häufig bei Süchten, ist zunächst noch eine Deckung durch die Kollegen zu beobachten, die sich in den späteren Phasen aber zunehmend abwenden, den vermeintlichen Leistungsträger ablehnen. Das Team ist gestört, die Teamarbeit ist beeinträchtigt.
Die Gesellschaft fördert indirekt die Arbeitssucht durch das Paradigma, dass Leistung und noch mehr Erfolg Voraussetzung für soziale Anerkennung ist. Angst vor Arbeitsplatzverlust kann begünstigend hinzukommen.

## Rezeption
Kunst
- Alfred Behrens: Die Betelnuss im Kopf. (Hörspiel, Hessischer/Norddeutscher/Süddeutscher Rundfunk, 1984. Komposition Heiner Goebbels; Mit Peter Fitz, Otto Sander, Jutta Lampe).[6]